# Theridion pilatum
Theridion pilatum är en spindelart som beskrevs av Arthur Urquhart 1893. Theridion pilatum ingår i släktet Theridion och familjen klotspindlar.
Artens utbredningsområde är Tasmanien. Inga underarter finns listade i Catalogue of Life.